# Полтавське земляцтво (громадська організація)
Полтавське земляцтво — міжнародна громадська організація, що об'єднує вихідців із Полтавської області та їх нащадків, які проживають у Києві.

## Мета
Об'єднання зусиль вихідців із Полтавщини для захисту їх інтересів, сприяння розвитку рідної області, збереження та пропаганді її історії, культури та традицій.
Основні завдання:
- сприяння реалізація інтелектуального та творчого потенціалу вихідців з Полтавщини;
- надання допомоги у сфері економічного, соціального, духовного та культурного розвитку Полтавщини шляхом розробки та впровадження програм охорони та збереження пам'яток історії та культури, відродження народних звичаїв і традицій, збереження навколишнього середовища, проведення спортивних та лікувально-оздоровчих заходів тощо;
- підвищення авторитету України на міжнародній арені шляхом поширення інформації та пропаганди історичної, культурної спадщини, сучасних досягнень української держави, невід'ємною часткою якої є Полтавщина;
- зміцнення економічних, соціальних, культурних, освітніх контактів між вихідцями з Полтавщини, що проживають за кордоном, зв'язків Полтавщини та іншими регіонами України, а також адміністративними одиницями інших держав;
- допомога вихідцям з Полтавщини у здобутті освіти, виховання у молоді національної свідомості, патріотизму, любові до рідної землі.

## Діяльність та керівні органи
Вищим органом є загальні збори. Між зборами керує організацієї її Рада. Поточну роботу організовує генеральний директор Марина Бурмака, доктор соціологічних наук.

## Членство у земляцтві
Членство в Земляцтві може бути індивідуальним та колективним.
Індивідуальними членами Земляцтва можуть бути громадяни України, громадяни інших держав, незалежно від національності, віросповідання, політичних переконань, які досягли 18-річного віку, визнають Статут Земляцтва та дотримуються його вимог, активно беруть участь у діяльності Земляцтва.
Колективними членами Земляцтва можуть бути трудові колективи підприємств, установ та організацій усіх форм власності, які фінансово чи іншим шляхом сприяють діяльності та виконанню статутних завдань Земляцтва.

## Молодіжне об'єднання
У роботі Полтавського земляцтва діє об'єднання молодих полтавців, що підтримують зв'язок з рідним краєм, вболівають за Полтавщину, цікавляться її історією та сьогоденням, бере активну участь ціла плеяда творчих особистостей, які зберігають і примножують нашу культурну спадщину.

## Історія
- У лютому 2000 — створена неполітична організація Земляцтво «Полтавці». Перший голова земляцтва — Герой України народний артист СРСР, України, Лауреат національної премії ім. Т.Шевченка Олександр Білаш.
- У грудні 2003 — головою Полтавського земляцтва Києва обраний народний депутат України Леонід Сватков.
- У лютому 2007 — організація набула Міжнародного статусу. Почесним головою став відомий громадський і державний діяч, Герой України, поет, академік НАН України, Голова Українського фонду культури Борис Олійник, а головою був обраний Юрій Логуш.

## Видатні члени земляцтва
1. Юрій Логуш — голова правління ЗАТ «Крафт Фудз Україна», віце-президент Американської торгової палати, член Національної Ради з питань культури та духовності та консультативної Ради з питань іноземних інвестицій при Президенті України
2. Віктор Іванчик — генеральний директор агрохолдингу «Астарта-Київ», заслужений працівник сільського господарства України
3. Сергій Демченко — Голова Вищого Господарського суду України
4. Григорій Середа — ректор Академії прокуратури, державний радник юстиції 2-го класу, заслужений юрист України
5. Дмитро Остапенко — генеральний директор Національної філармонії України, народний артист України, професор
6. Петро Перетятько — президент ПБК «Славутич», член наглядової ради АТ «Укрпиво»
7. Ольга Герасим'юк — народний депутат України
8. Роман Сазонов — президент інвестиційно-фінансової групи «Сократ»
9. Віктор Грінченко — директор НДІ гідромеханіки, головний редактор журналу «Акустичний вісник», доктор технічних наук, професор, академік НАН України
10. Олеся Білаш — заступник завідувача редакції літературно-музичних програм Національної радіокомпанії України, заслужений журналіст України, голова благодійного фонду ім. Білаша
11. Віктор Чамара — генеральний директор Українського національного інформаційного агентства «Укрінформ», заслужений журналіст України
12. Володимир Головач — заступник Голови Київської міської державної адміністрації, депутат Київради I, IV скликань, заслужений юрист України
13. Леонід Губерський — ректор Київського національного університету ім. Т. Шевченка, академік НАН України, Надзвичайний І Повноважний Посол
14. Людмила Томанек — ведуча програм Першого Національного телеканалу

## Офіс земляцтва
Розташований за адресою: вул. Тарасівська, 30.